# J.A. Wettergren & Co

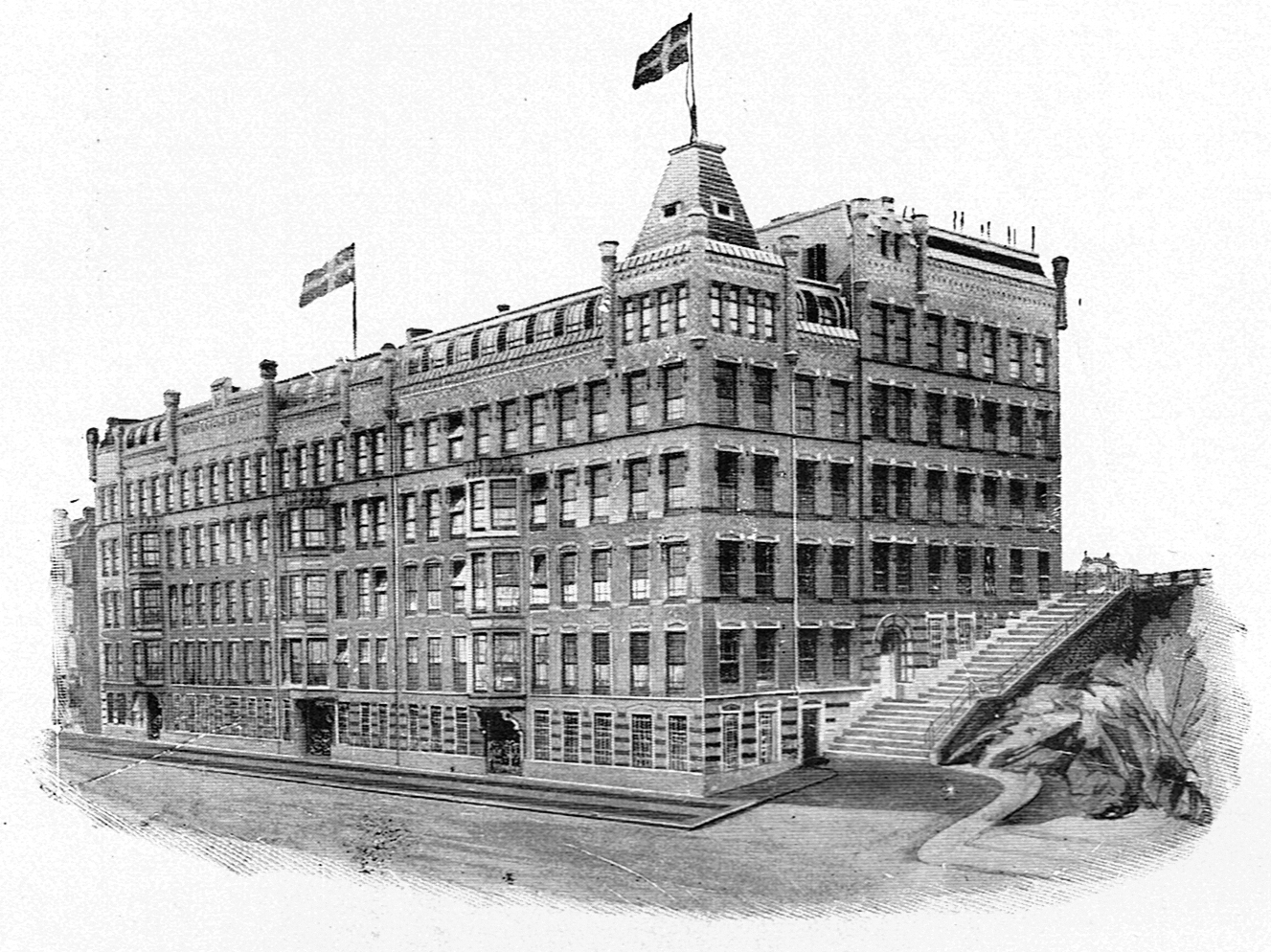
Fabriksbyggnaden 1923.

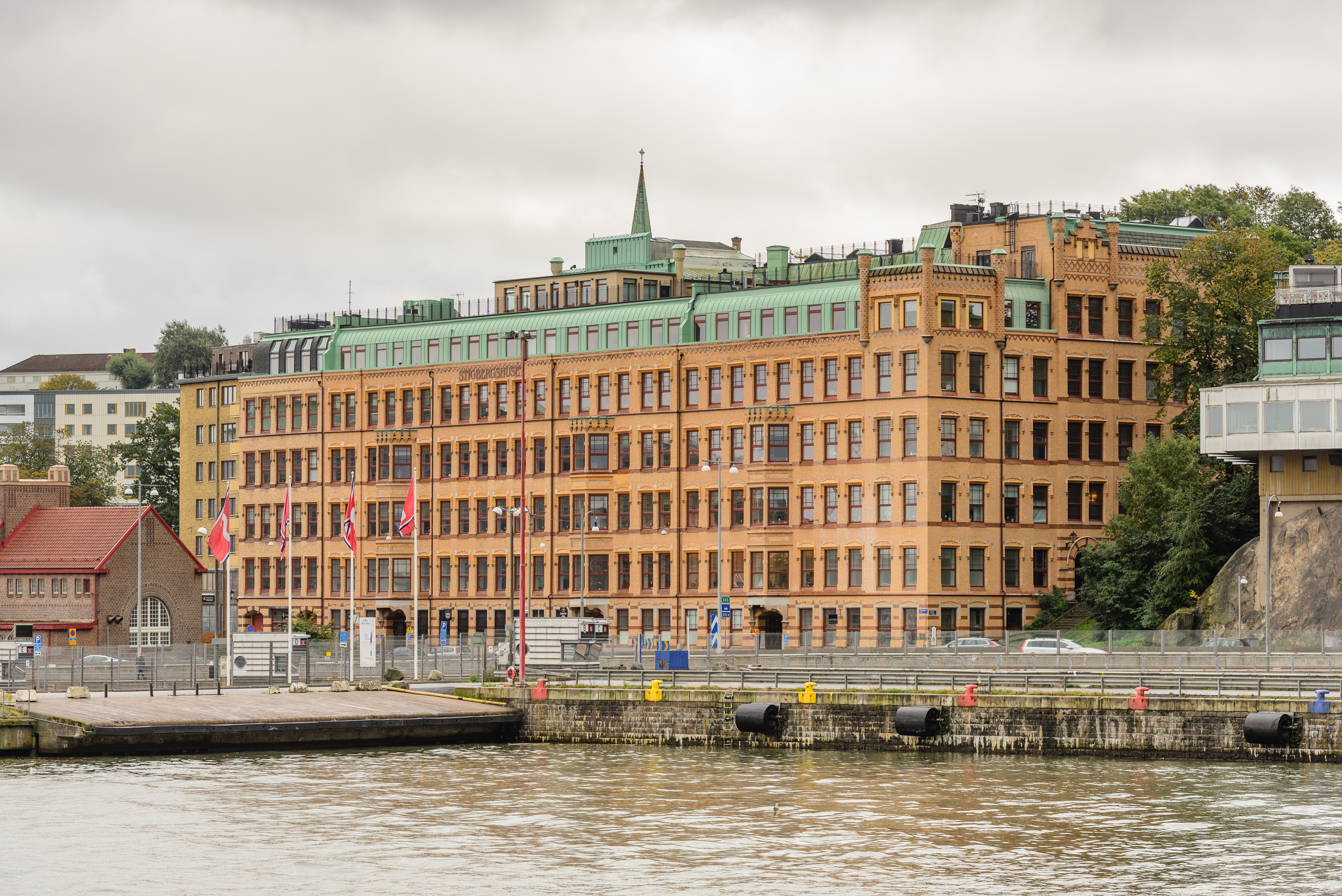
Samma vy av byggnaden 2019.

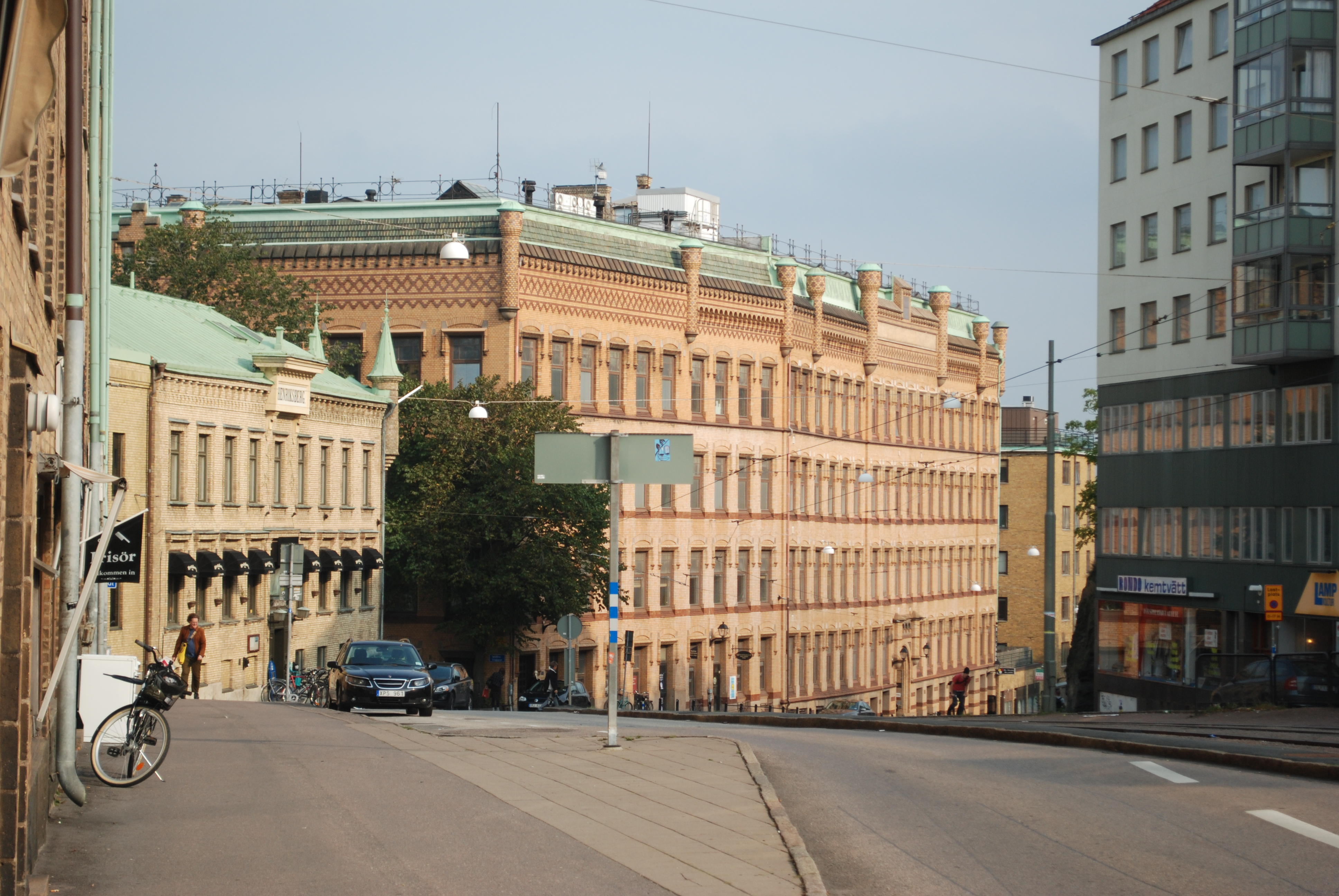
Den brantaste delen av Stigbergsliden med Henriksberg till vänster och J A Wettergrens gamla industribyggnad efter det.

J A Wettergren & Co var en dam- och barnkonfektionsfabrik i Göteborg.
År 1836 startade skomakaränkan Eva Wettergren en klädbod vid Tyska kyrkan i Göteborg. Verksamheten övertogs 1847 av sonen Johan Arnold Wettergren (1823-1867) och flyttades till Östra Hamngatan 1855. Företaget drevs efter hans död av änkan Emilia Wettergren. Hon sålde 1870 firman till Pehr Lithander, grundaren av P. Em. Lithander & Co AB.
Redan året därpå övertogs firman av Frederik Holm och det är då som verksamheten utvecklades från hantverk med sju sömmerskor i lokaler i anslutning till butiken på Östra Hamngatan till att bli en betydande beklädnadsindustri. Först utvidgade man så att alla tre våningar i fastigheten togs i anspråk, därefter även huset intill som tillbyggdes och till sist omfattade anläggningen flera byggnader vid tre olika gator. År 1896 arbetade omkring 400 personer där och ytterligare 1000 sömmerskor på skilda adresser i staden. Firman ombildades 1896 till aktiebolag. För att samla verksamheten inköptes nu tomten vid Stigbergslidens norra sida och där uppfördes Sveriges då största affärsbyggnad om fem våningar. En stor del av själva sömnaden skedde emellertid i 130 decentraliserade syateljéer med totalt omkring 1200 anställda sömmerskor omkring sekelskiftet 1900.
I början av 1900-talet dominerade Wettergrens svensk damkonfektion och hade mellan 1 500 och 2 000 anställda och man startade även tillverkning av barnkläder och efter 1914 tog Holger Holm även upp herrkonfektion i fabrikens sortiment. Fabriken drabbades av konjunkturnedgången i början av 1920-talet, men finanserna stabiliserade sig relativt snart och antalet anställda var därefter kring 1 250 personer. I mitten av 1930-talet tillkom flera nya fabriker, bland annat i Jönköping, och bolaget expanderade verksamheten genom att grunda dotterbolag som AB Eve kappfabriker, Konfektions AB Continental, AB Jawe och AB Flickkappor. Holger Holm lämnade 1941 posten om VD.
Rohdi Heintz gjorde karriär som modedesigner på J.A. Wettergren & Co genom flera framgångsrika kollektioner på 1960-talet, bland annat olika trenchcoat-modeller.
All tillverkning i Sveriges lades ned 1969 och bolaget avvecklades helt 1971.